# Bulbophyllum elatum
Bulbophyllum elatum é uma espécie de orquídea (família Orchidaceae) pertencente ao gênero Bulbophyllum. Foi descrita por Joseph Dalton Hooker e Johannes Jacobus Smith em 1912.